# Смирнов, Анатолий Филиппович (историк)
Анато́лий Фили́ппович Смирно́в (16 августа 1925, Родино Алтайского края — 17 сентября 2009) — советский и российский историк-славист, специалист по истории революционного движения в Польше, Белоруссии и Литве в XIX веке. Доктор исторических наук, профессор.

## Биография
Родился в семье школьного учителя, репрессированного в 1937 году.
Участник Великой Отечественной войны.
Окончил экстерном заочное отделение исторического факультета Минского государственного педагогического института (1946). Печатался с 1947 года. Работал в Институте философии и права АН БССР (1950—1952). В 1952 году был исключен из ВКП(б) как сын «врага народа», восстановлен в 1954 году.
Работал в Институте истории АН СССР (1957—1968), Институте истории СССР (1968—1970), Академии общественных наук при ЦК КПСС (1971—1980), Институте славяноведения и балканистики РАН (1981—1992), Институте законодательства и сравнительного правоведения при Правительстве РФ (1993—2007).
Кандидат философских наук (1950, диссертация «Революционный демократизм К. Калиновского»), доктор исторических наук (1963, диссертация «Революционные связи народов СССР и Польши»).
Читал лекции по отечественной истории в Сретенской духовной семинарии.
Похоронен в Москве на кладбище «Ракитки».
Дочь — историк Елена Бондарева.

## Научные труды

### Монографии
- «Кастусь Калиновский» (1959);
- «Сигизмунд Сераковский» (1959)
- «Революционные связи народов России и Польши (1830—1860-е гг.)» (1962);
- «Восстание 1863 г. в Литве и Белоруссии» (1963);
- «Государственная Дума Российской империи (1906—1917): историко-правовой очерк» (1998);
- «Николай Михайлович Карамзин» (2006, издательство «Российской газеты»)[6][7].
- «Великие историки России: мыслители и правители» (2010)
- 1989 — Рецензировал книгу В. И. Щербакова «Где жили герои эддических мифов?»[8] и в том же году был редактором работы Щербакова «Асгард и ваны», вышедшей в сборнике «Дорогами тысячелетий»[значимость факта?].
- 1989 — Написал вступительную[9] и заключительную[10] статьи, вошедшие в издание 4-х томника Н. М. Карамзина «История государства Российского».

### Статьи
- Смирнов А. Ф. Традиции свободомыслия и атеизма в русском освободительном движении XVIII-XIX вв. // Вопросы научного атеизма. Вып. 20. Актуальные проблемы истории атеизма и религии / Редкол. А. Ф. Окулов (отв. ред.); Акад. обществ. наук ЦК КПСС. Ин-т научного атеизма. — М.: Мысль, 1976. — С. 190—210. — 327 с. — 19 200 экз.
- Смирнов А. Ф. Традиции атеизма и свободомыслия в революционном движении России // Вопросы научного атеизма. Вып. 36. Религия и политика / Редкол. В. И. Гараджа (отв. ред.) и др.; Акад. обществ. наук ЦК КПСС. Ин-т научного атеизма. — М.: Мысль, 1987. — С. 268-294. — 318 с. — 20 000 экз. — ISBN 5-244-00201-5.